# Mar d'Amundsen
El mar d'Amundsen és una porció d'aigua de l'oceà Antàrtic. El Mar d'Amundsen en la seva majoria està cobert pel gel, i hi sobresurt la llengua de gel de Thwaite. El nom li fou donat en honor de l'explorador noruec Roald Amundsen, primer home a arribar al Pol Sud, per part d'una expedició noruega enviada a la zona el 1928 i 1929, dirigida per Nils Larsen a l'antàrtica occidental. Els efectes de l'escalfament global fan que cada any es perdin 110.000 milions de tones de gel en el Mar d'Amundsen.

## Situació
Està situat a l'oest del mar de Bellingshausen i a l'est del mar de Ross, entre l'illa de Thurston i el cap Dart, a la costa oest de l'Antàrtida. A l'oest de Cape Dart no hi ha cap mar marginal anomenat de l'oceà Austral entre els mars d'Amundsen i Ross. L'expedició noruega de 1928-1929 sota el comandament del capità Nils Larsen va nomenar la massa d'aigua per l'explorador polar noruec Roald Amundsen mentre explorava aquesta zona el febrer de 1929.

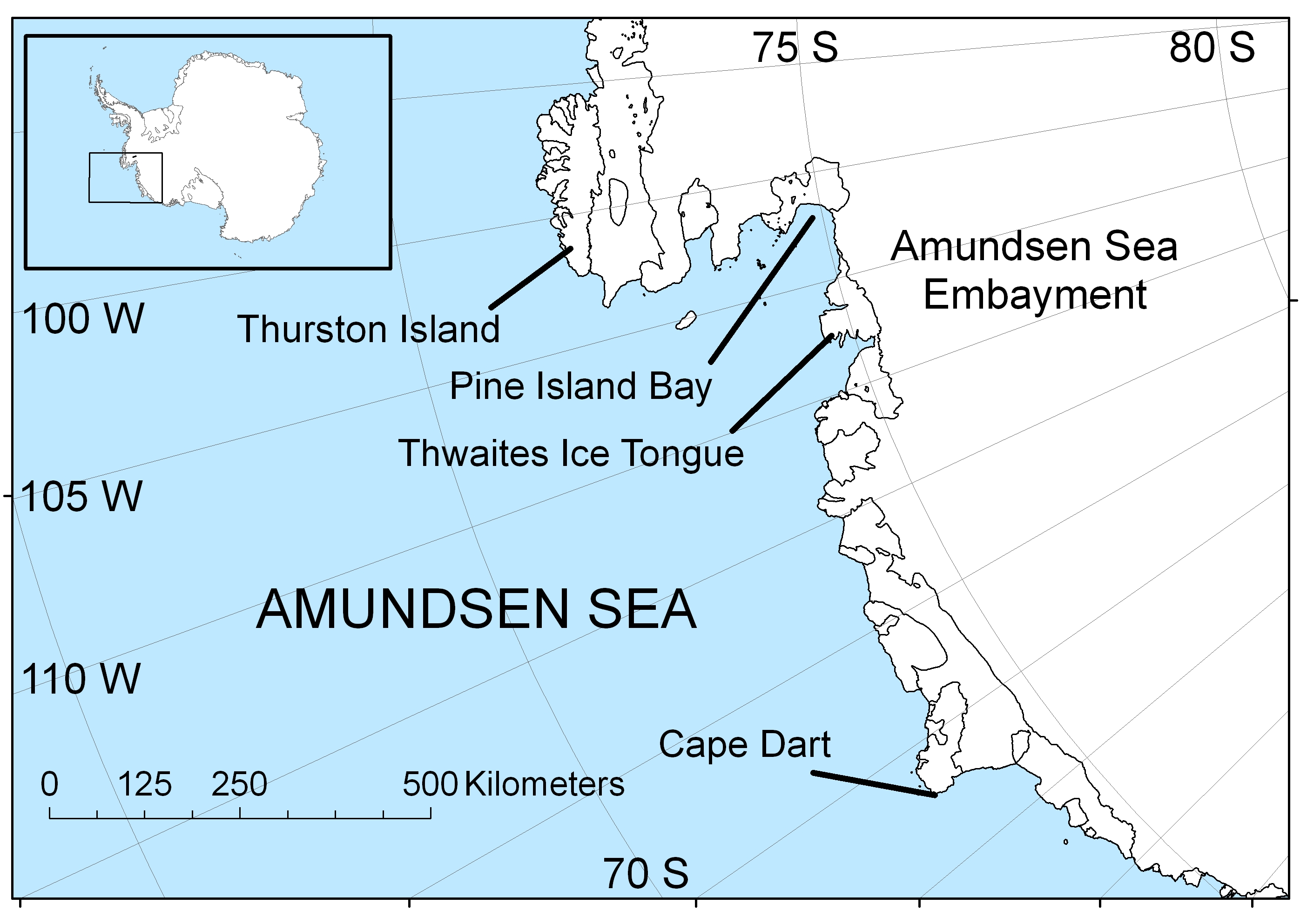
La zona del mar d'Amundsen a l'Antàrtida

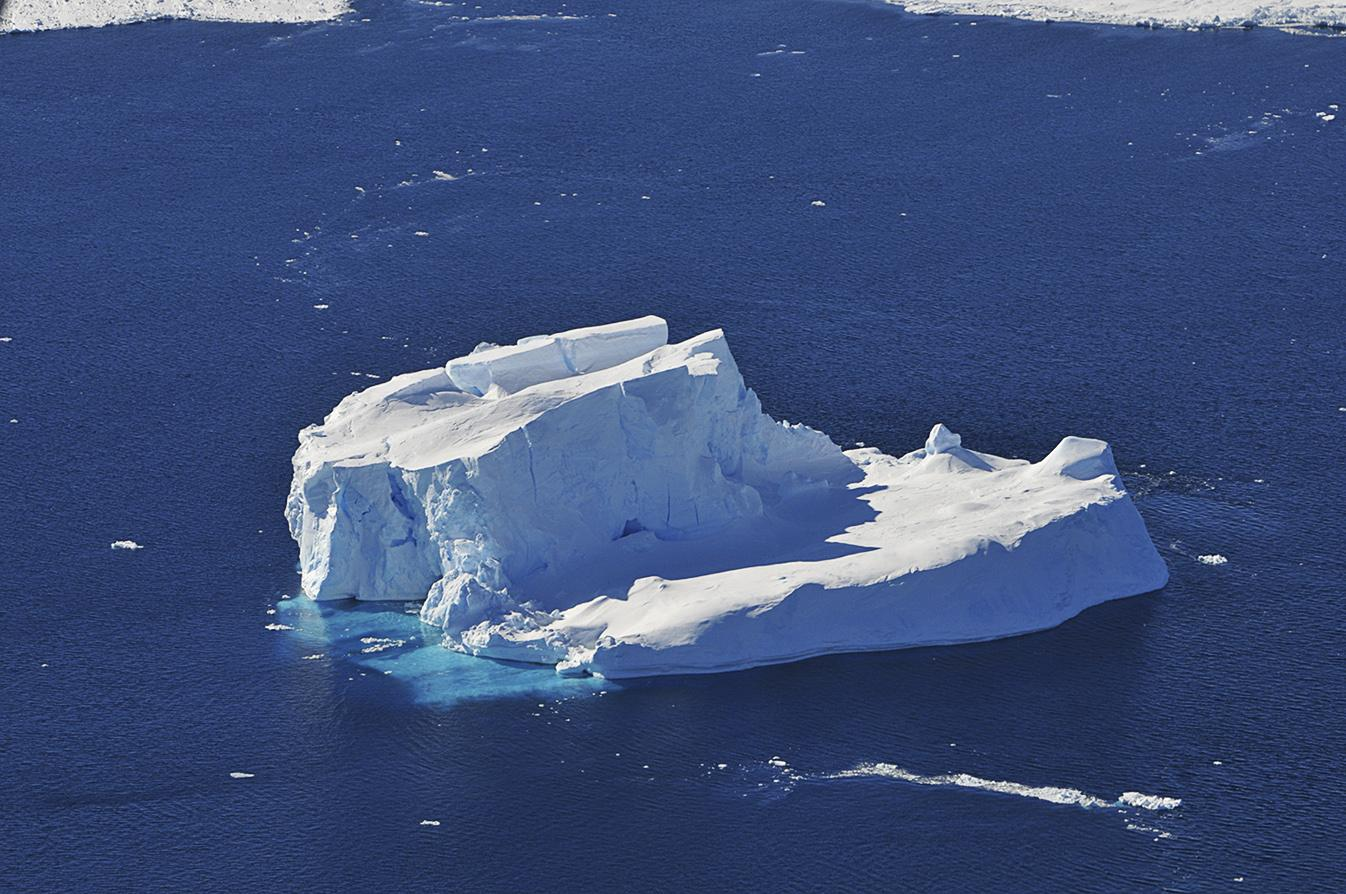
Iceberg antàrtic flotant a l'aigua del mar d'Amundsen, octubre de 2009.

A l'oest de Cap Dart no hi ha cap mar marginal anomenat de l'Oceà Antàrtic entre els mars d'Amundsen i Ross. L'expedició noruega de 1928-1929 sota el comandament del capità Nils Larsen va nomenar la massa d'aigua per l'explorador polar noruec Roald Amundsen mentre explorava aquesta zona el febrer de 1929.
El mar està majoritàriament cobert de gel, i la Glacera de Thwaite hi sobresurt. La capa de gel que desemboca al mar d'Amundsen té una mitjana d'uns 3 km de gruix; aproximadament de la mida de l'estat de Texas, aquesta zona es coneix com l’Amundsen Sea Embayment (ASE); forma una de les tres principals conques de drenatge de gel de la capa de gel de l'Antàrtida occidental.

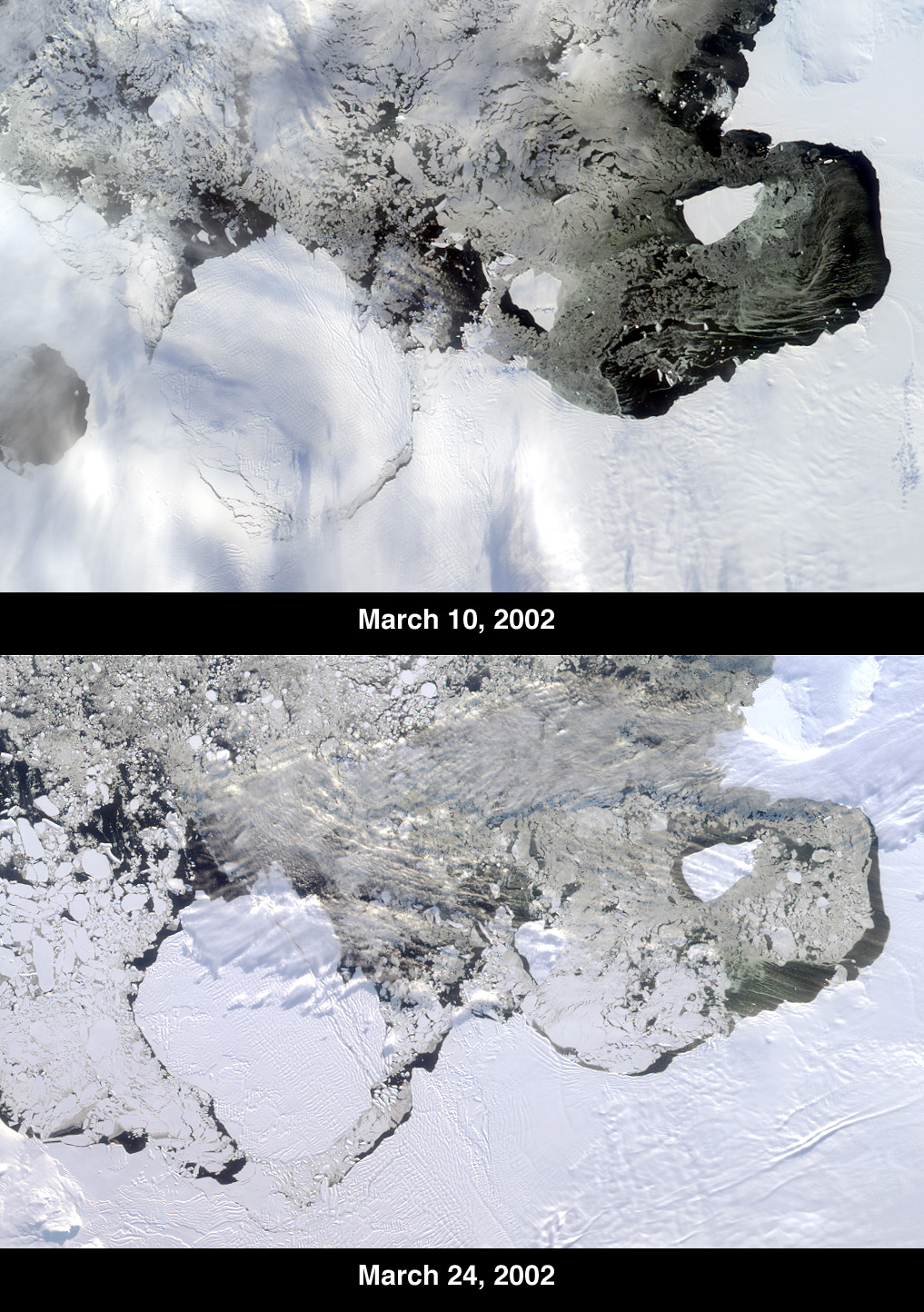
Gran iceberg B-22 que es trenca de la glacera Thwaites i restes de l'iceberg B-21 de la glacera de Pine Island a la badia de Pine Island a la dreta de la imatge

Alguns científics han proposat que aquesta regió pot ser un banc feble de la capa de gel de l'Antàrtida occidental. L’illa Pine i les glaceres Thwaites, que desemboquen al mar d'Amundsen, són dues de les cinc més grans de l'Antàrtida. Els científics han descobert que el flux d'aquestes glaceres ha augmentat a partir de mitjans de la dècada de 2000; si es fonguessin completament, el nivell del mar global augmentaria uns 0,9–1,9 m. Els científics han suggerit que la pèrdua d'aquestes glaceres desestabilitzaria tota la capa de gel de l'Antàrtida occidental i possiblement seccions de la capa de gel de l'Antàrtida oriental.
Un estudi de l'octubre de 2004 va proposar que com que el gel del mar d'Amundsen s'havia anat fonent ràpidament i s'havia trencat amb esquerdes, la plataforma de gel en alta mar s'havia de col·lapsar en cinc anys. L'estudi preveu un augment del nivell del mar d’1,3 m de la capa de gel de l'Antàrtida occidental si tot el gel marí del mar d'Amundsen es fon.
Les mesures realitzades pel British Antarctic Survey l'any 2005 van mostrar que la taxa de descàrrega de gel a l'embassament del mar d'Amundsen era d'uns 250 km3 per any. Suposant una taxa de descàrrega constant, només això és suficient per augmentar el nivell global del mar uns 0,2 mm per any.
També s'ha detectat un volcà subglacial a la zona, just al nord de la glacera de Pine Island, prop de les muntanyes Hudson. Va entrar en erupció per última vegada fa aproximadament 2.200 anys, indicat pels dipòsits de cendres generalitzats dins del gel, en la que va ser l'erupció més gran coneguda a l'Antàrtida durant els darrers 10 mil·lennis. L'activitat volcànica a la regió pot estar contribuint a l'augment observat del flux glacial, encara que actualment la teoria més popular entre els científics que estudien aquesta àrea és que el flux ha augmentat a causa de l'escalfament de l'aigua de l'oceà. Aquesta aigua s'ha escalfat a causa d'una surgència de l'aigua de l'oceà profund que es deu a les variacions en els sistemes de pressió, que podrien haver estat afectats per l'escalfament global.

El mar d'Amundsen com a part de l'Oceà Antàrtic

El gener de 2010, un estudi de modelització va suggerir que el punt d'inflexió de la glacera de Pine Island podria haver-se superat el 1996, amb una retirada de 200 km possible el 2100, produint uns 24 cm de l'augment del nivell del mar, tot i que es va suggerir que aquestes estimacions per al període eren conservadores. Tanmateix, l'estudi de modelització també afirma que «Donada la naturalesa complexa i tridimensional de l'autèntica glacera de Pine Island... hauria de quedar clar que el […] model és una representació molt crua de la realitat».

## Fauna
El Mar d'Amundsen i la badia de Pine Island estan entre les regions de la plataforma continental antàrtica menys estudiades per la seva llunyania i cobertura de gel. El 2008, l'expedició Biopearl II, a bord del RRS James Clark Ross va fer la primera avaluació de la macro i megafauna bentònica del mar d'Amundsen, catalogant 270 espècies de 32 grups taxonòmics, suposant una riquesa global d'espècies inferior en comparació amb la del Mar de Weddell o mar de Ross. Per intromissió en aigües profundes circumpolars, es troba fauna relacionada amb el vessant continental.

## Badia del mar d'Amundsen
Aquesta regió és un punt feble en la capa de gel de l'Antàrtida. Les glaceres de la Badia de Pine Island i Thwaites, que desemboquen al mar d'Amundsen, són dues de les cinc més grans de l'Antàrtida, i els científics han descobert que el flux d’aquestes glaceres ha augmentat a partir de mitjans de la dècada de 2000, entre totes dues són responsables del 10% de l'augment continu del nivell de la mar global, i si es fonguessin completament, el nivell del mar global augmentaria uns 0,9-1,9 m. La pèrdua d'aquestes glaceres desestabilitzaria tota la capa de gel de l'Antàrtida occidental i possiblement seccions de la capa de gel de l'Antàrtida Oriental. El març de 2007, científics que estudiaven l'ASE mitjançant imatge per satèl·lit i aèria van anunciar un significatiu aprimament de l'ASE, a causa dels canvis en els patrons de vent que permeten aigües més càlides fluir sota la capa de gel.
S’ha detectat un volcà subglacial a la zona, just al nord de la glacera de la badia de Pine Island, prop de les muntanyes Hudson, i que va fer erupció per última vegada fa uns 2.200 anys, segons indiquen els dipòsits generalitzats de cendra al gel, en la que va ser l'erupció més gran coneguda a l'Antàrtida en els darrers deu mil anys.

## Badia de Pine Island
La badia de Pine Island, a l'extrem sud-est de el mar d’Amundsen, fa uns 64 km de llarg i 48 km d’ample, i hi desemboca la glacera de la badia de Pine Island. Va ser delimitada a partir de fotografies aèries preses per l'operació USN Highjump el desembre de 1946 i anomenada en record de l'USS Pine Island, vaixell insígnia de l'operació USN Highjump que va explorar aquesta zona.

## Badia de Russell
La badia de Russell (73° 27′ S, 123° 54′ O / 73.450°S,123.900°O) és una badia força oberta al sud-oest del mar d'Amundsen, que s'estén pels costats nord de l'illa de Siple, la plataforma de gel Getz i l'illa de Carney, des de l'illa de Pranke fins al cap Gatesser, cartografiada per United States Geological Survey entre 1959 i 1966, i anomenada en record de l'almirall James S. Russell sotscap d'operacions navals de la marina nord-americana entre 1957 i 1958.

## Glacera de Thwaites
La Glacera de Thwaites és una glacera antàrtica inusualment àmplia i vasta situada a l'est del mont Murphy, a la Costa Walgreen de la Terra de Marie Byrd. Va ser albirat inicialment per investigadors polars el 1940, cartografiat entre 1959 i 1966 i oficialment anomenat el 1967, en honor del difunt glaciòleg nord-americà Fredrik T. Thwaites. La glacera desemboca a Pine Island Bay, part del Mar d'Amundsen, a velocitats superficials que superen els 2 km per any prop de la seva línia de terra. El seu gel de terra que flueix més ràpidament es troba centrat entre 50 i 100 km a l'est del mont Murphy. Com moltes altres parts de la criosfera, ha estat negativament afectat pel canvi climàtic, i proporciona un dels exemples més notables de la retirada de les glaceres des de 1850.
La glacera de Thwaites està estretament vigilada pel seu potencial per la pujada del nivell del mar. Des de la dècada de 1980, Thwaites i La glacera de Pine Island s'ha descrit com a part del banc feble de la Capa de gel de l'Antàrtida occidental, en part perquè semblen vulnerables a la retirada irreversible i el col·lapse fins i tot amb un escalfament relativament baix. Aquesta hipòtesi es basa en els dos estudis teòrics de l'estabilitat de capes de gel marines i observacions de grans canvis en aquestes dues glaceres. En els darrers anys, el flux d'aquestes dues glaceres s'ha accelerat, les seves superfícies s'han reduït i les seves línies d'aterratge s'han retirat. Es creu que és molt probable que acabin col·lapsant fins i tot sense escalfar-se més. El perill desmesurat que suposa Thwaites ha fet que alguns periodistes l'anomenin la Glacera del dia del judici final, tot i que aquest malnom és controvertit entre els científics.